# Acanthanas
Acanthanas is een geslacht van kreeftachtigen uit de klasse van de Malacostraca (hogere kreeftachtigen).

## Soort
- Acanthanas pusillus Anker, Poddoubtchenko & Jeng, 2006